# 莊偉忠

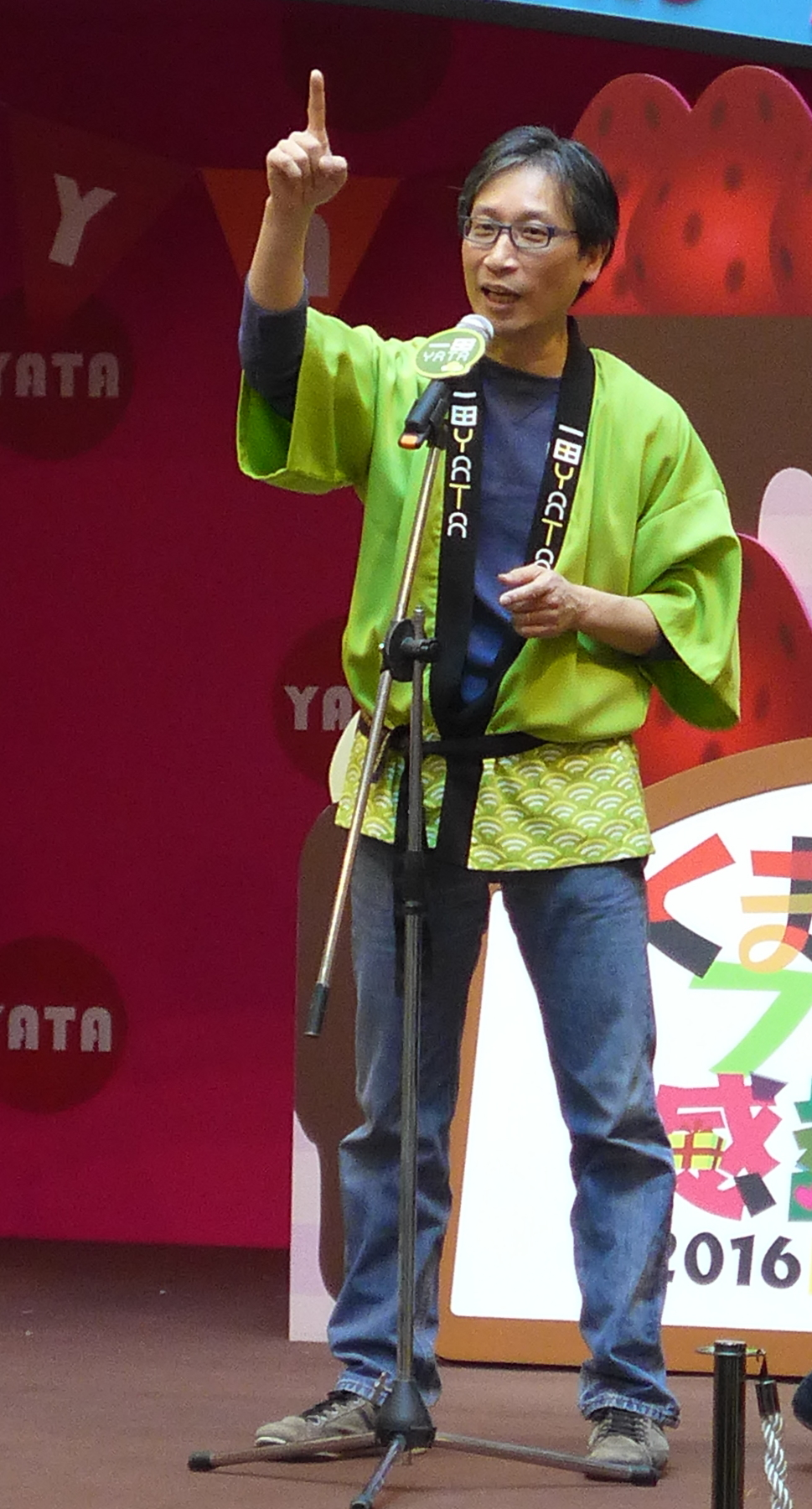
莊偉忠 （2016年）

莊偉忠（Daniel Wai-Chung Chong）（1962年—），前一田百貨行政總裁，前康宏金融集團行政總裁

## 生平
在葵青區公共屋邨石籬邨長大，畢業於中華基督教會基錫小學（已停辦）以及中華傳道會安柱中學。就讀中學時為籃球校隊隊長。
1985年畢業於香港中文大學企業管理學系後，先後加入銀行界。1998年他離開大通銀行後，與友人一起創立安信信貸有限公司，專門提供財務諮詢評核，也是最年輕創立財務公司先例，其後以高價賣盤給渣打銀行。
2004年加入香港賽馬會市場推廣經理一職，策劃宣傳馬匹「精英大師」。
2007年，他加入一田百貨前身，也是當時由日資經營的西田百貨任常務董事。雖有母公司新鴻基地產的背景，但在他的管理下，一田百貨業務蒸蒸日上，8年內由只有1間店舖發展至2015年有7間。到2016年3月初，他表示已向公司管理層請辭，並於5月5日離任。離職消息傳出後，不少網民質疑他是「被辭職」，同時表示祝福。
莊偉忠離開一田3個月後加盟康宏環球，擔任旗下康宏金融行政總裁。2018年1月康宏發新聞稿指莊偉忠將於5月合約期完結後退休，不過公司內部消息透露，莊偉忠是自行辭職。

## 軼聞
2015年11月22日為香港區議會選舉投票日，一田百貨行政總裁莊偉忠於社交網站提及是次選舉，有猜測認為莊言論暗示其支持城邦派候選人中出羊子

## 著作
- 《不開會的CEO 》－天窗出版社出版
- 《不離地的CEO》－天窗出版社出版

## 外部連結
- 一田百貨常務董事莊偉忠 齊心拼「真」係無敵[永久]
- 【重出江湖】去康宏做金融！專訪莊偉忠：退休3個月似成世咁耐（页面存档备份，存于）